# Matilde Malenchini
Matilde Malenchini, geboren als Maria Metilde Meoni (Livorno, 3 december 1779 – Fiesole, 8 september 1858), was een Toscaanse kunstschilderes. Zij schilderde vooral religieuze onderwerpen en portretten en had een voorliefde voor de Lage Landen. Ze had een langdurige liefdesrelatie met de Belgische politicus Louis de Potter.

## Leven en werk

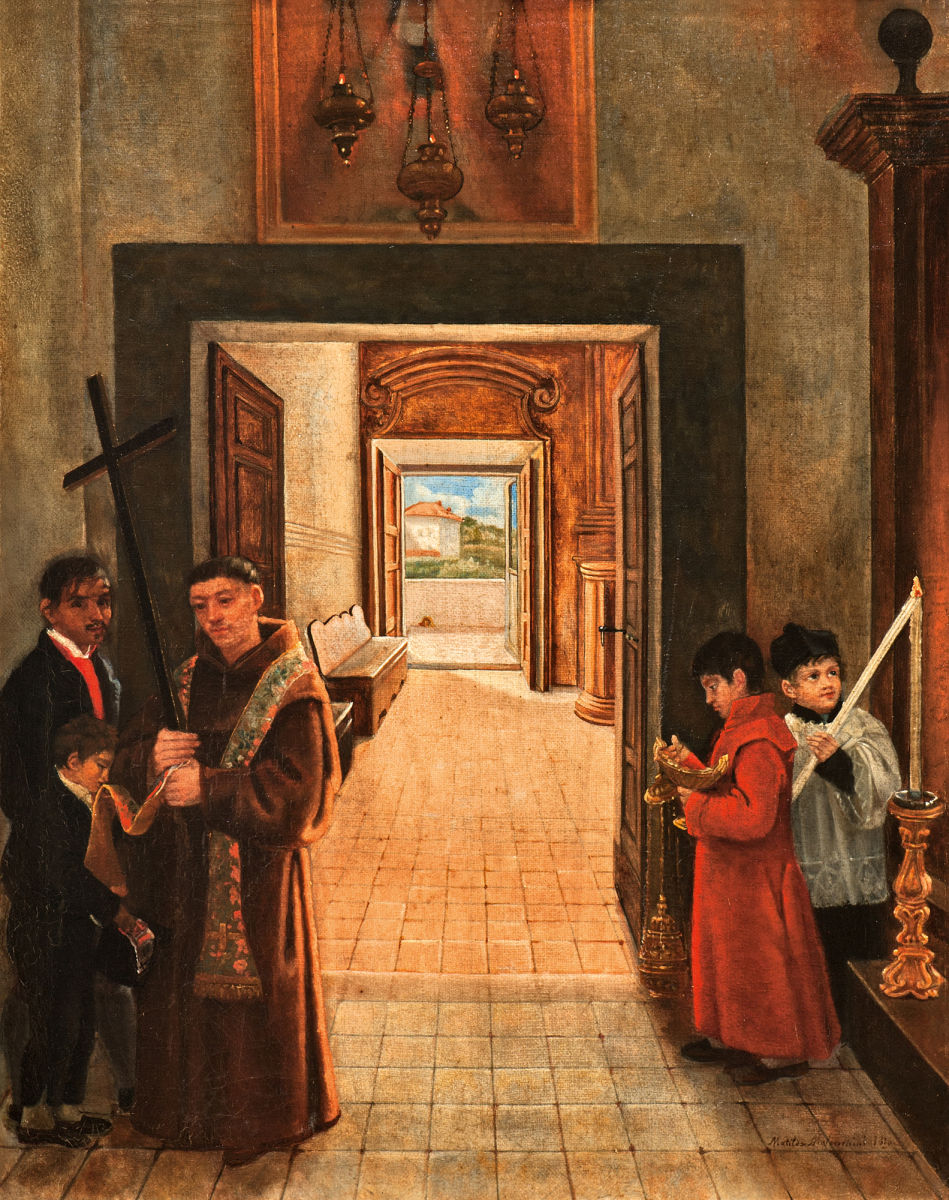
Kloosterinterieur, 1819

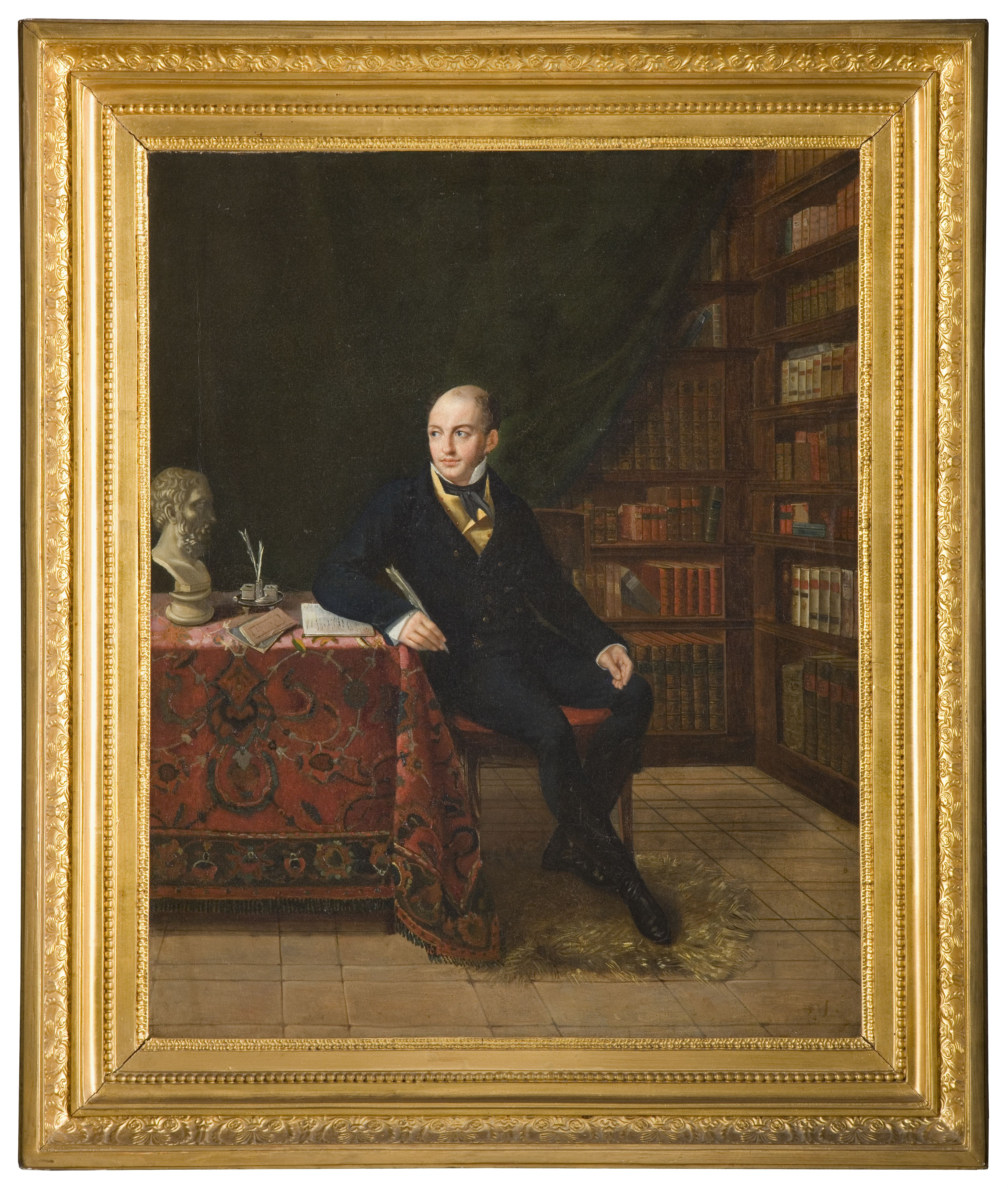
Louis De Potter in een bibliotheek, 1820, Groeningemuseum, Brugge

### Opleiding
Malenchini werd geboren als telg van de familie Meoni die veel aanzien had in het Groothertogdom Toscane. Ze trouwde op 17-jarige leeftijd met de kunstschilder en musicus Vincenzo Malenchini wiens naam zij sindsdien droeg. Het huwelijk hield niet lang stand en om in haar levensonderhoud te kunnen voorzien begon Malenchini zelf te schilderen. 
In 1807 ging ze naar de Accademia di Belle Arti van Florence en volgde er les bij Pietro Benvenuti. Ze specialiseerde zich de eerste jaren in het kopiëren van oude meesters uit de Lage Landen zoals Peter Paul Rubens, Justus Sustermans en Pieter Cornelisz. van Slingelandt wiens werken in het Uffizimuseum hingen. 
In 1809 hield zij haar eerste grote tentoonstelling in het Palazzo Senatorio op het Capitool in Rome samen met onder meer Martin Verstappen, Jozef Karel De Meulemeester, Joseph-François Ducq uit de Zuidelijke Nederlanden en de Fransen Jean-Auguste-Dominique Ingres en François Marius Granet. De Franse gouverneur van de Kerkelijke Staat, generaal Sextius Alexandre François de Miollis, was onder de indruk van Malenchinis kunstwerken en werd haar mecenas. Hij gaf de opdracht voor de vervaardiging van in totaal 18 schilderijen, meestal van religieuze aard.
In 1811 ontving Malenchini van Napoleons oudste zuster Elisa Bonaparte, die toen de leiding had over het Toscaanse hof, een stipendium om haar studies aan de Romeinse Accademia di San Luca te bekostigen. Ze vestigde zich in Rome en generaal De Miollis zorgde ervoor dat zij kon intrekken in een gastenverblijf in de abdij van de Trinità dei Monti aan de Spaanse Trappen. De abdij lag vlak bij de Villa Medici waar jonge Franse kunstenaars die de Prix de Rome hadden gewonnen, werden gehuisvest. Malenchini ontmoette er vele kunstschilders en kunstliefhebbers, waaronder de Bruggeling Louis de Potter, die zich sinds 1811 in Rome ophield en met wie ze een liefdesrelatie begon.

### Liefdesrelatie met Louis de Potter
Malenchini werd in 1815 aan de Romeinse academie benoemd tot "accademica di merito" (lid van verdienste). Zij diende een nieuwe aanvraag in om haar stipendium te verhogen, wat het jaar nadien werd toegestaan door het Toscaanse hof. De Potter en Malenchini betrokken een huis, en de uit Charleroi afkomstige François-Joseph Navez werd een huisgenoot van hen vanaf 1817. Het koppel diende een aanvraag in om het huwelijk van Malenchini te ontbinden, maar de Romeinse Curie weigerde aan de aanvraag gevolg te geven.
De Potter, die in 1820 begonnen was met het schrijven van een biografie over het leven van de jansenist Scipione de' Ricci, besloot naar Florence te verhuizen waar zich de archieven van De' Ricci bevonden. Malenchini volgde hem en het jaar nadien werd ze aan de academie van Florence benoemd tot docent. Zij leverde eveneens een bijdrage aan het boek van De Potter door het portret van De' Ricci te schilderen dat tegenover het titelblad in het boek zou worden afgebeeld. Omdat zijn vader stervende was, keerde De Potter eind 1823 terug naar Brugge. Het was pas midden 1824 dat Malenchini hem volgde. Het koppel vestigde zich in Brussel en ze ontvingen er politieke vrienden. Samen met hun oude vriend Navez organiseerde Malenchini er schilderklassen. De relatie tussen Malenchini en De Potter bekoelde echter na korte tijd. Malenchini reisde eerst naar Londen en trok in september 1825 naar Parijs, waar zij in het Louvre een portret van de hand van Jan Victors kopieerde. De Potter bezocht haar nog enkele malen in Parijs, maar in mei 1826 kwam er een einde aan de liefdesrelatie. Hij gaf haar een jaargeld en zij keerde terug naar Toscane.

### Levenseinde
In 1844 gaf het Toscaanse hof, op voorstel van de Florentijnse academie, haar een pensioen. Malenchini leidde nadien een onrustig bestaan en koesterde een enorme achterdocht. Dit kwam tot uiting toen zij in juli 1855 een dienstmeisje beschuldigde van diefstal, haar zelfbeheersing verloor en haar uit een raam duwde. Malenchini werd gearresteerd en in 1857 door de rechtbank van Florence veroordeeld tot drie en een half jaar gevangenis. Daar schilderde ze haar laatste werk: Gevangenis van Florence. Het jaar nadien, even nadat ze vervroegd was vrijgelaten, stierf ze op 78-jarige leeftijd.

## Musea
- Groeningemuseum, Brugge, Louis de Potter in een bibliotheek
- Palazzo Pitti, Florence, Jong meisje aan het venster (een kopie van het gelijknamige werk van Jan Victors), Interieur van San Miniato al Monte en Kloosterinterieur met baby en nonnen
- Museo Civico, Prato, Portret van een jonge vrouw

## Galerij

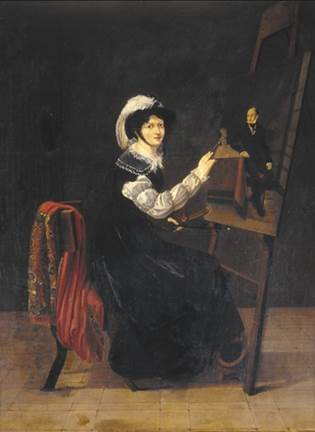
Zelfportret met een schilderij van Louis de Potter
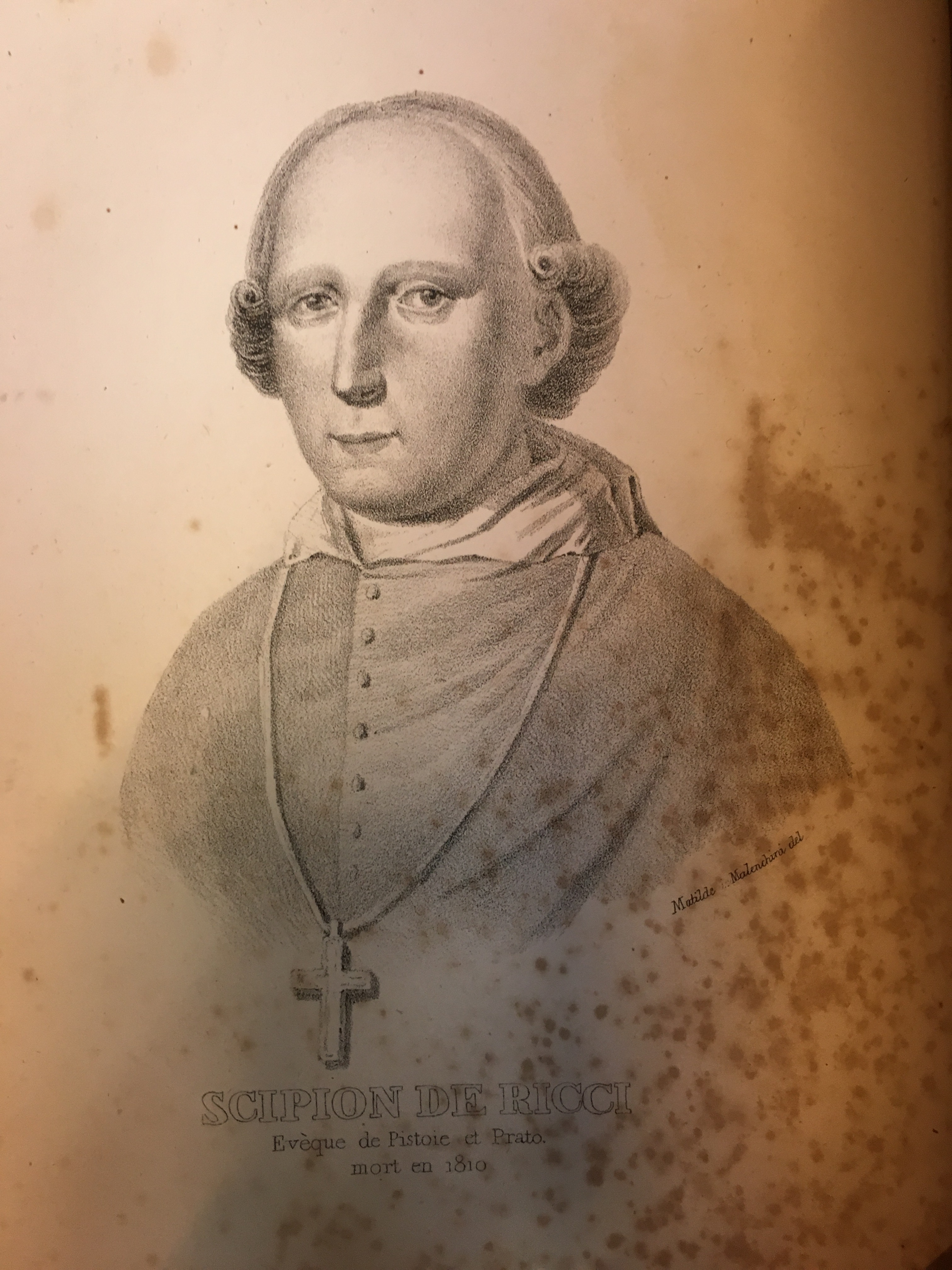
Portret van Scipione de' Ricci
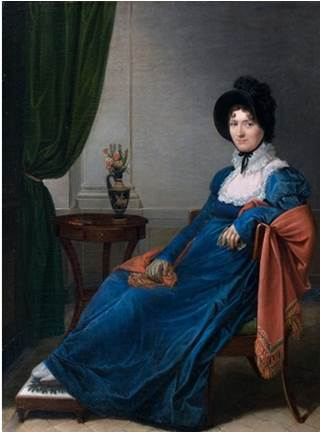
Jonge vrouw in blauwe jurk, 1813